# Thelephora brunneoviolacea
Thelephora brunneoviolacea är en svampart som beskrevs av Beeli 1927. Thelephora brunneoviolacea ingår i släktet vårtöron och familjen Thelephoraceae.   Inga underarter finns listade i Catalogue of Life.